# Martigues

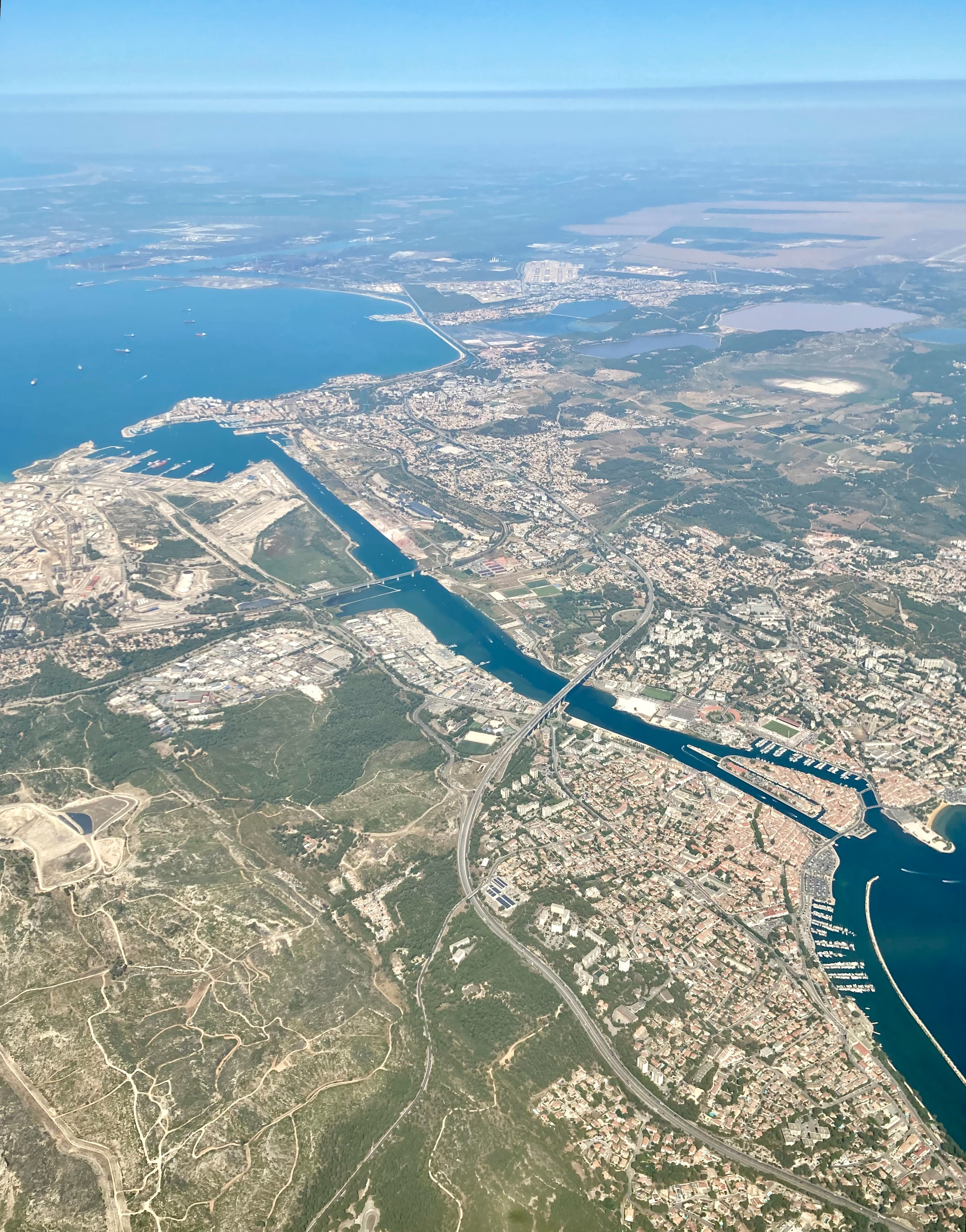
Luftansicht auf Martigues

Martigues (okzitanisch Lo Martegue) ist eine südfranzösische Gemeinde und Hafenstadt. Auf einer Grundfläche von 7144 ha leben 48.818 Einwohner (Stand 1. Januar 2022). Damit ist Martigues die viertgrößte Gemeinde des Départements Bouches-du-Rhône. Die Einwohner nennen sich Martégaux.

## Geographie
Die Gemeinde liegt etwa 30 km westlich von Marseille, auf einem schmalen Landstreifen zwischen dem Golfe du Fos und dem Étang de Berre. Der Canal de Caronte, die Verbindung des Étang de Berre mit dem Mittelmeer, zerschneidet die Gemeinde in zwei Teile. Martigues ist eine Stadt des Wassers und wird in Südfrankreich auch Venedig der Provence genannt.

## Geschichte
In der Antike hieß die Stadt an dieser Stelle Maritima.
Der Ort Martigues entstand 1581 aus den drei Orten L’Isle (alter Ortskern), Jonquières und Ferrières.
In Martigues befand sich das von den Deutschen Besatzern eingerichtete und bewachte Camp de Caronte l'Avera, ein Lager für Zwangsarbeiter, die in der GTE 212 zusammengefasst worden waren. Bei den Arbeitskräften handelte es sich um ausländische Juden und Spanische Republikaner, die zwischen Ende September 1943 und Anfang Mai 1944 für die Organisation Todt beim Bau des Südwalls mitarbeiten mussten.
Auf dem Gebiet von Martigues befindet sich das Viaduc de Caronte, eine 943 Meter lange Eisenbahnbrücke, die im Oktober 1915 mit der Eröffnung der Eisenbahnlinie Marseille-Miramas in Betrieb genommen worden war. Diese Brücke wurde im August 1944 von den Deutschen gesprengt und zwischen 1952 und 1954 nach dem Vorbild der alten Brücke wieder aufgebaut.
In der zweiten Hälfte des 20. Jahrhunderts partizipierte die Stadt an der von Charles de Gaulle geförderten Industrialisierung des Gebiets östlich der Rhône-Mündung (Fos-sur-Mer). Um die Stadt von dem dadurch zugenommenen Verkehr zu entlasten, wurde die Autoroute A 55 gebaut und 1972 der Viaduc de Martigues eröffnet. Das Stadtbild zeichnet sich durch seine modernistische Wohnhausarchitektur aus.

### Bevölkerungsentwicklung
| Jahr                       | 1962   | 1968   | 1975   | 1982   | 1990   | 1999   | 2006   | 2017   |
| Einwohner                  | 21.515 | 27.945 | 38.373 | 42.037 | 42.678 | 43.497 | 46.318 | 48.188 |
| Quellen: Cassini und INSEE |        |        |        |        |        |        |        |        |

## Wappen
Wappenbeschreibung: In Rot ein silberner gemauerter Zinnenturm mit zwei offenen Fenstern und einem Torbogen von je einem pfahlgestellten silbernen Schlüssel mit Kreuzeinschnitt im nach außen zeigenden Bart und einer Vierpassreite begleitet.

## Sehenswürdigkeiten

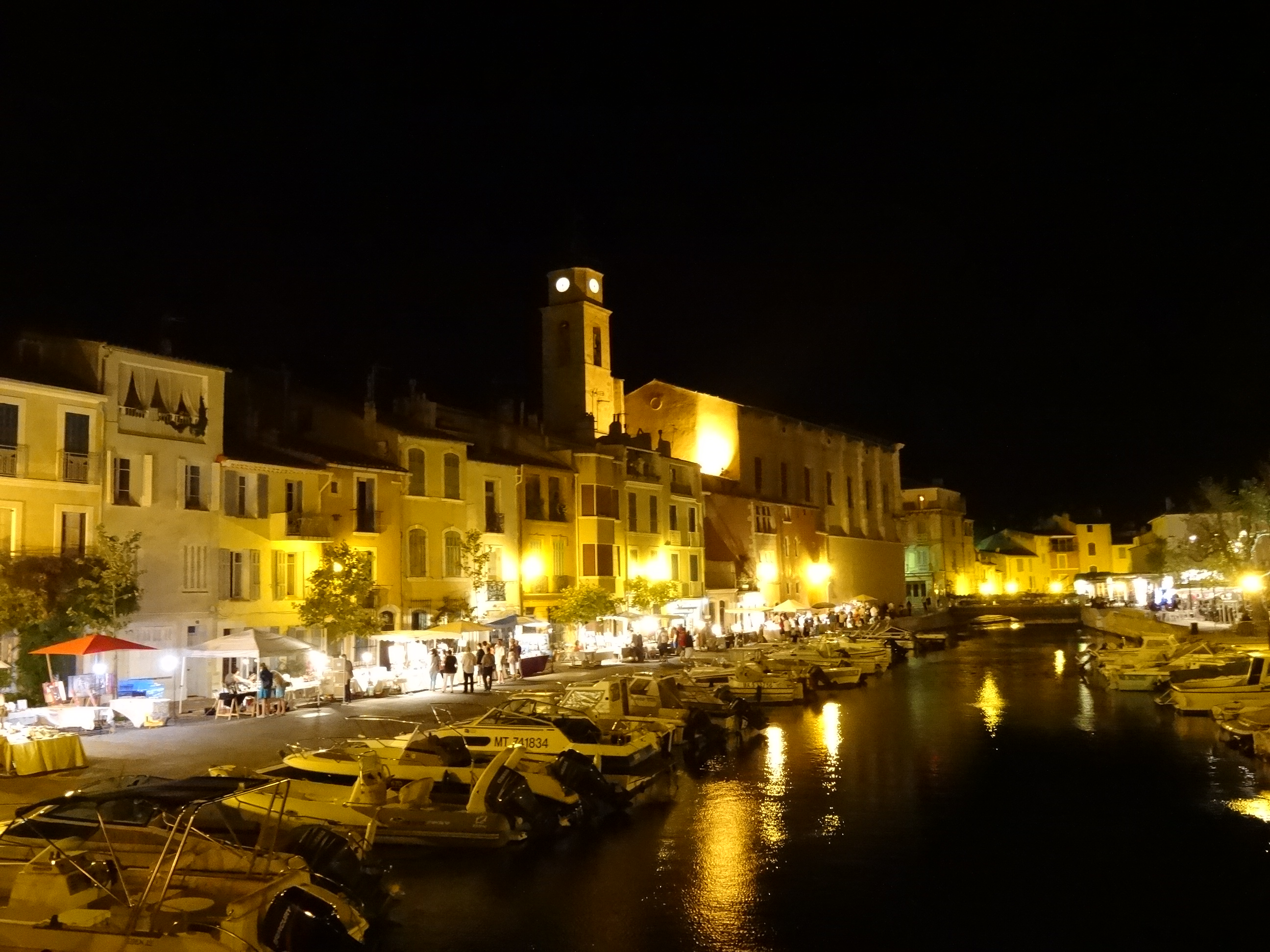
L'Isle bei Nacht

- L'isle, von Kanälen durchzogener historischer Stadtkern mit
  - dem Quai Brescon, im Volksmund als Miroir des oiseaux benannt: Dieses ehemalige Fischerviertel dehnte sich bis zum Beginn des 20. Jahrhunderts in Richtung des Ètang de Berre bis zur Pointe du Brescon hin. Im Zuge der Ufernivellierungen des neuen Gallifet-Kanals, durch den nun auch große Schiffe Martigues durchqueren konnten, wurden große Teile des Viertels zerstört. Selbst die imposante Brücke Pont du Roi, die die Insel mit dem Jonquière-Viertel verband, musste 1929 einer Drehbrücke weichen, die 1969 durch eine Hubbrücke (Pont levant) ersetzt wurde. Die unregelmäßige Form des Meeresarms, die Ausrichtung der farbigen, unterschiedlich hohen Fischerhäuser und der Kontrast zwischen den Ufern hat dieser sehenswerten Lage den Namen La petite Venise („Klein-Venedig“) eingebracht und ist ein bevorzugtes Objekt von Malern.
  - dem Denkmal für Étienne Richaud
  - der Kirche Sainte Marie-Madelaine, Barockkirche aus dem 17. Jahrhundert
- Saint Genest, Barockkirche im südlichen Stadtteil Jonquière
- Fort du Bouc, Festung am Canal de Caronte aus dem 13. Jahrhundert (1840 erneuert), gegenüber Port-de-Bouc
- Galerie de l'histoire, Historisches Museum mit Exponaten von der Vorgeschichte bis zur Gegenwart,  Rond point de l’Hôtel de Ville, Nähe Touristinformation
- Musée Ziem, Kunstmuseum mit Werken von Félix Ziem, Raoul Dufy und anderen, Boulevard du 14 juillet
- Cap Couronne, felsige Uferlandschaft mit Leuchtturm und Ortslage im Süden von Martigues
- Ortslage von Carro

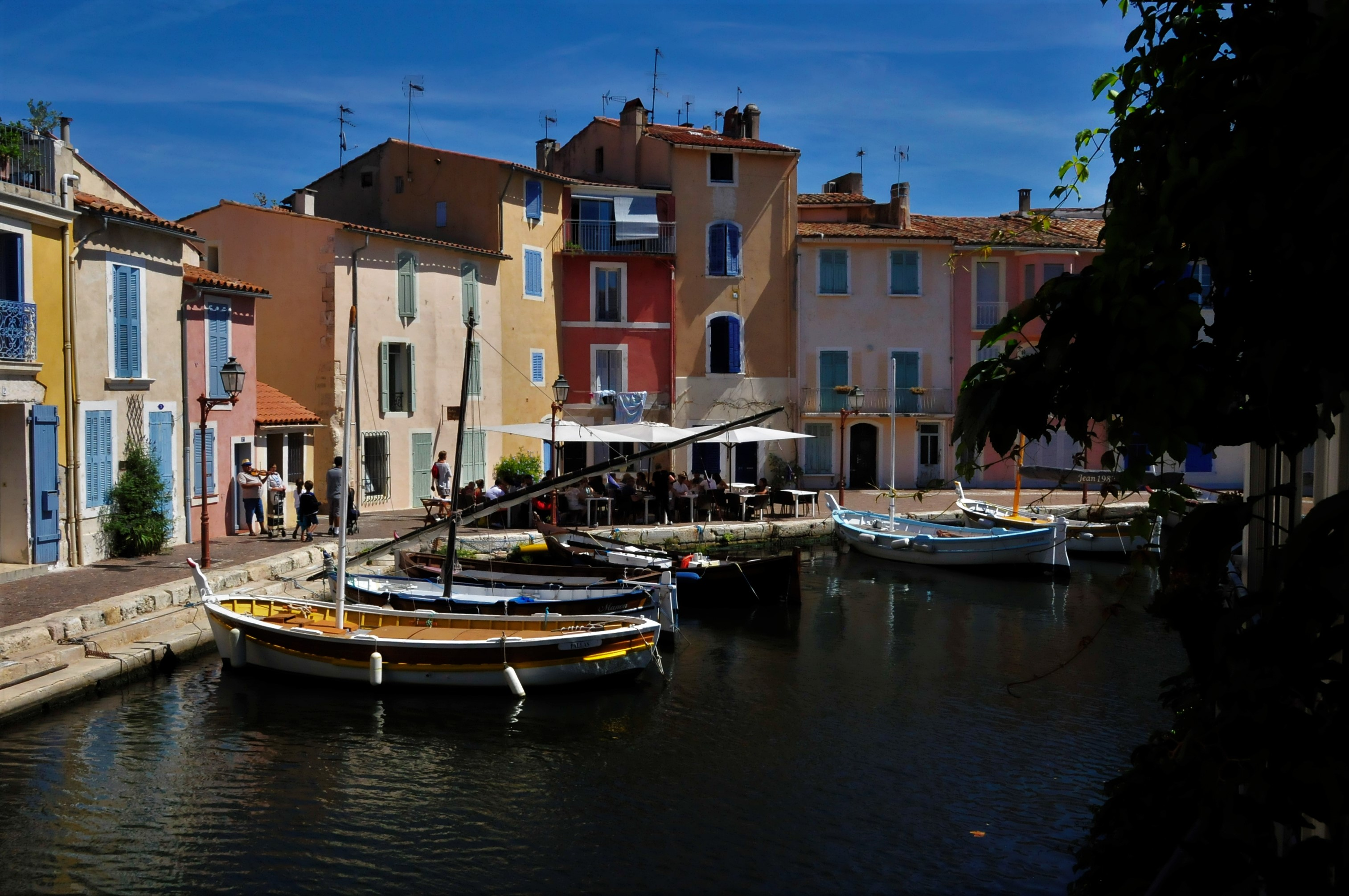
Miroir des oiseaux
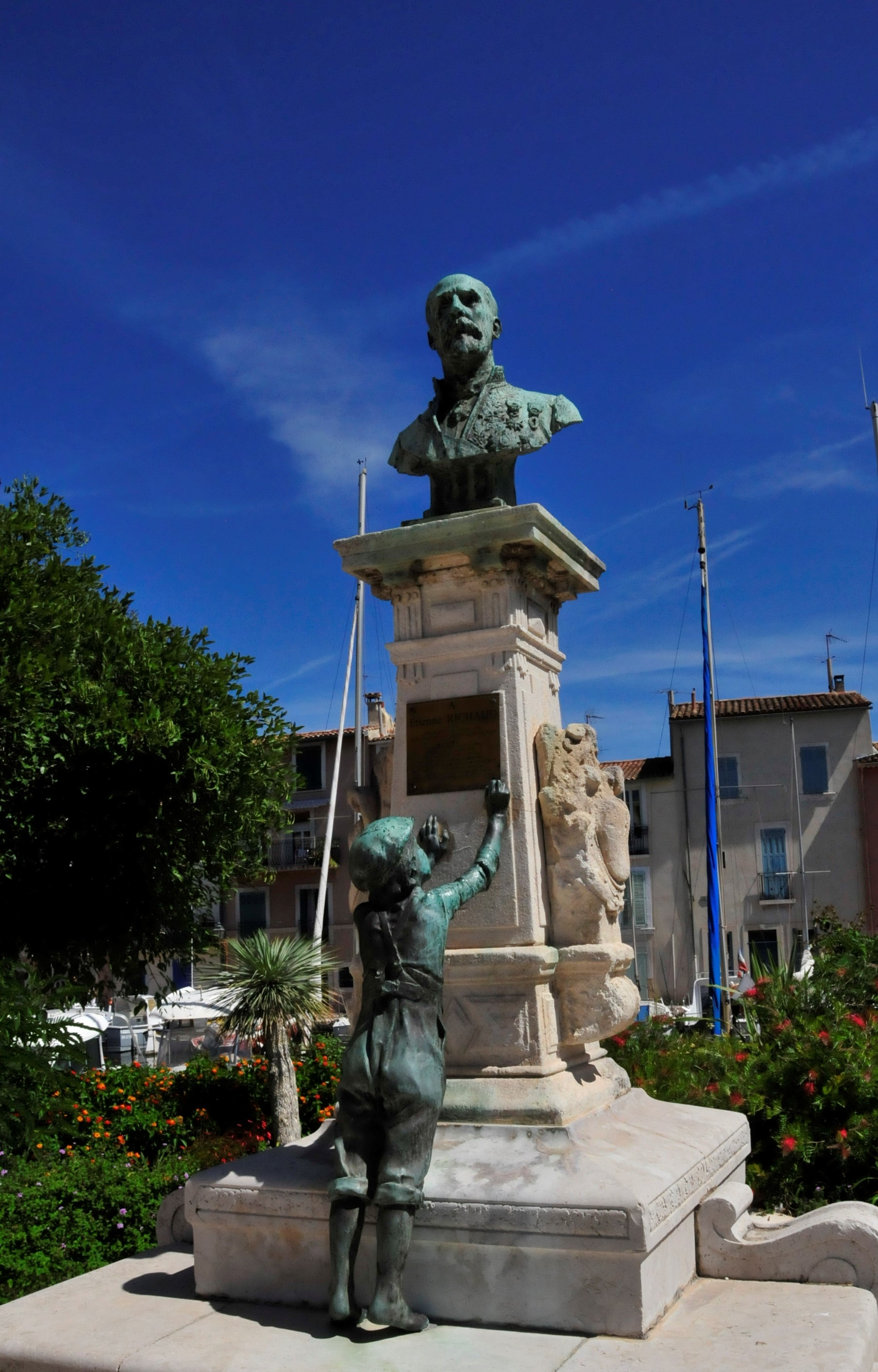
Denkmal für Étienne Richaud
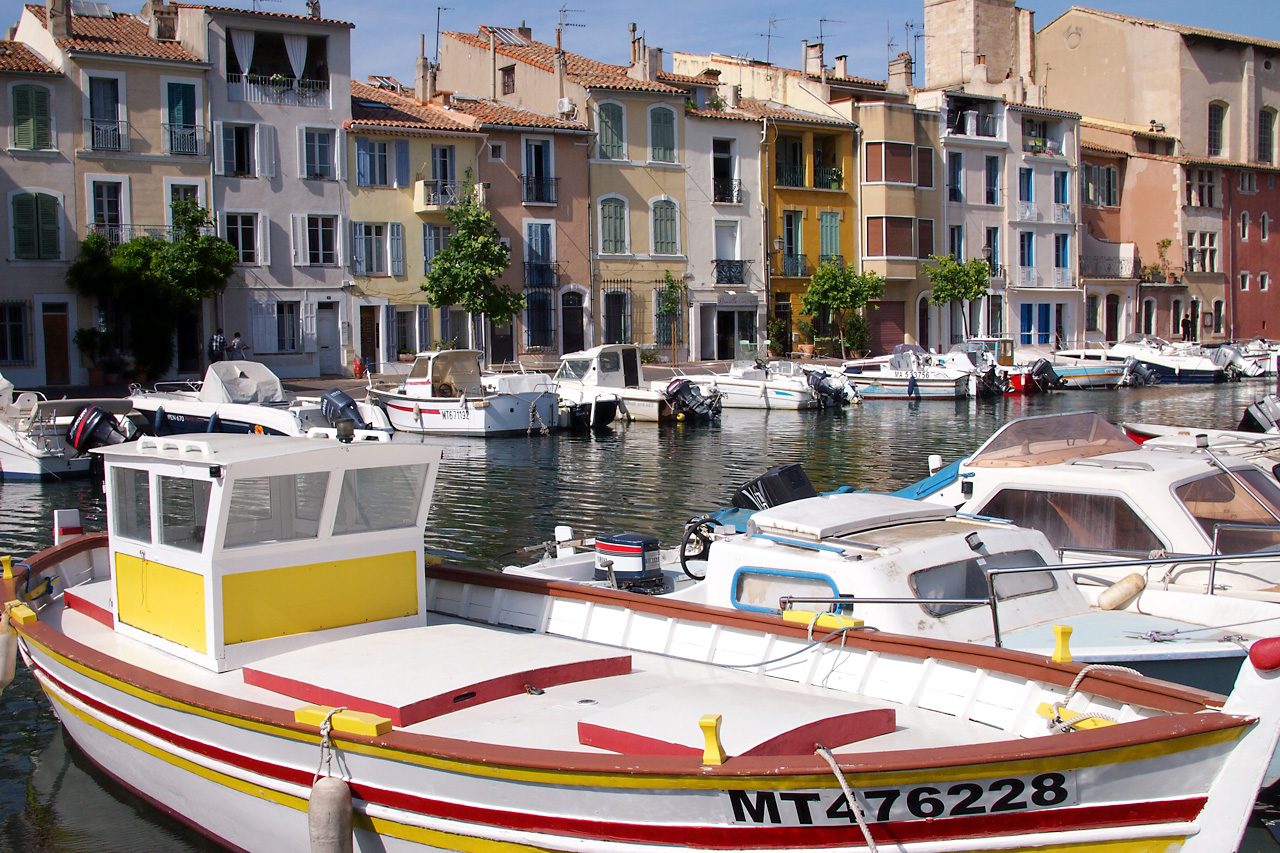
Kanal im Stadtteil L'Isle
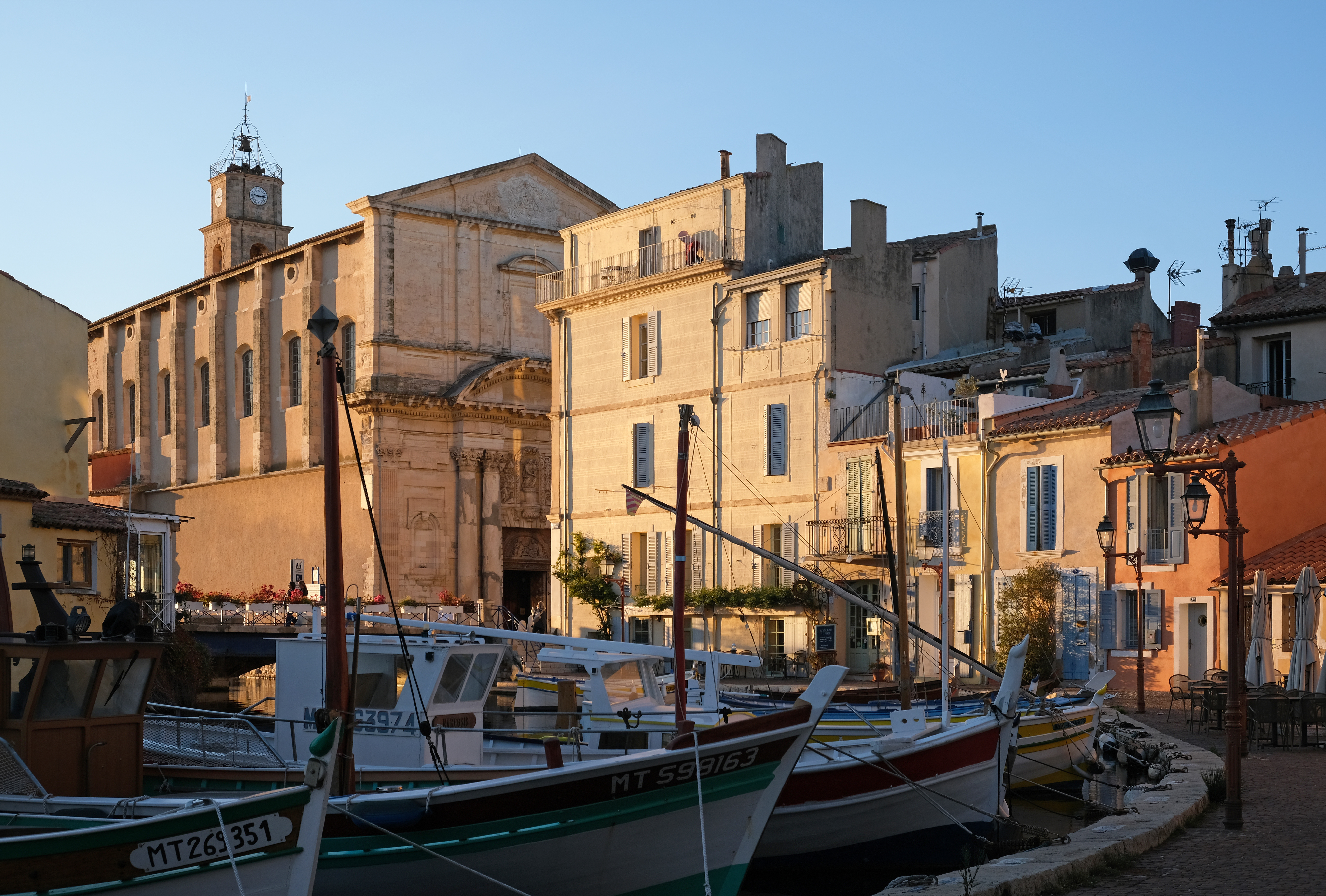
Sainte Marie-Madeleine
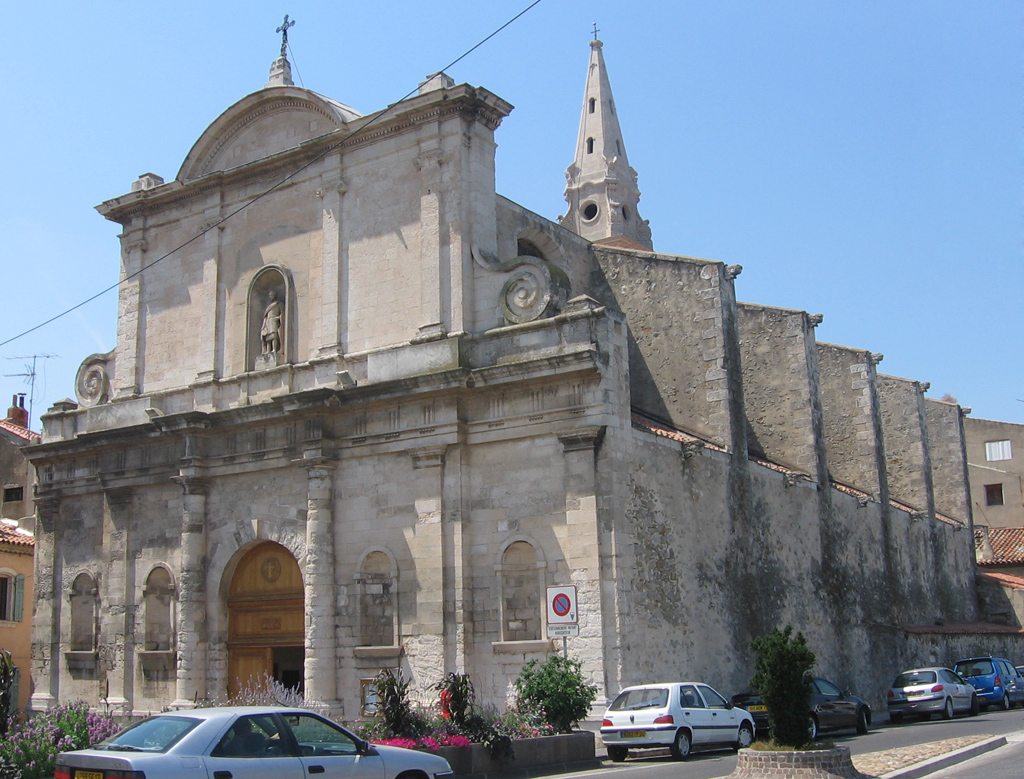
Saint Genest
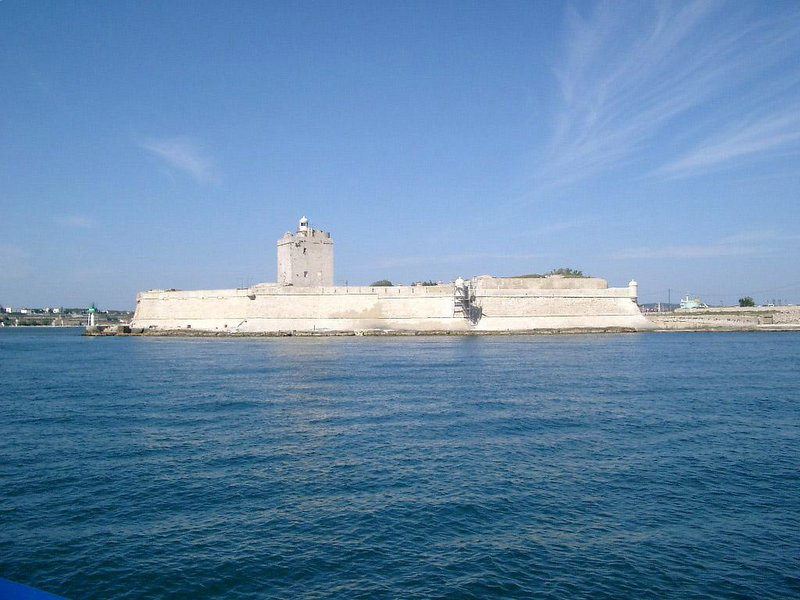
Fort de Bouc
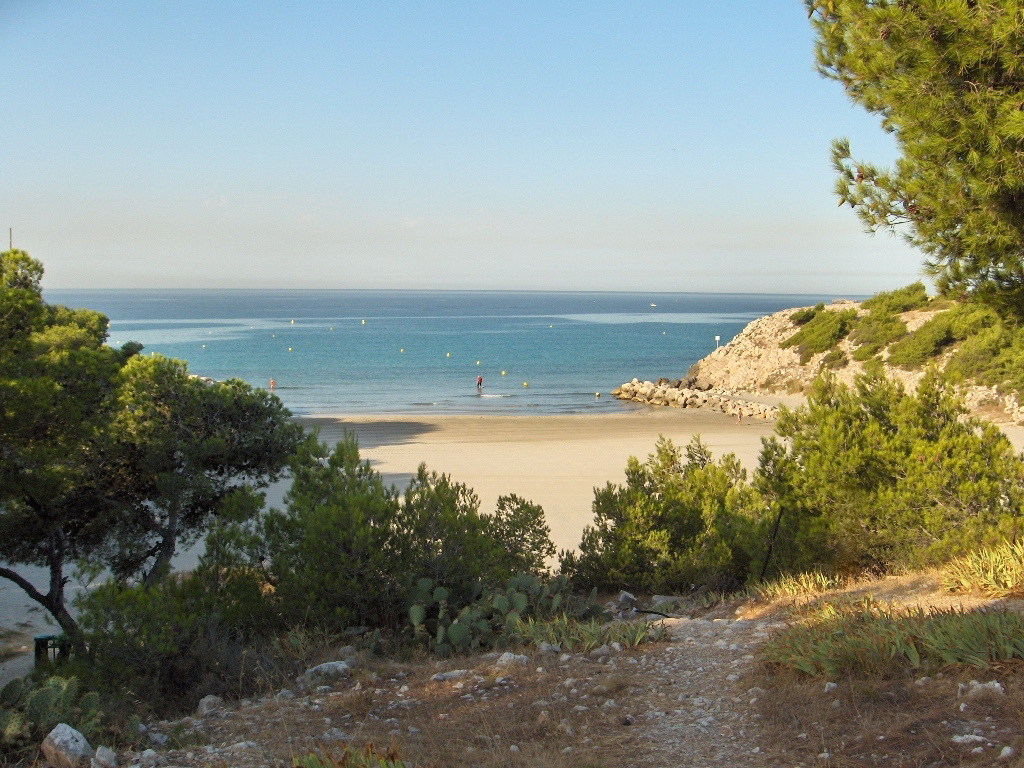
Strand in La Couronne
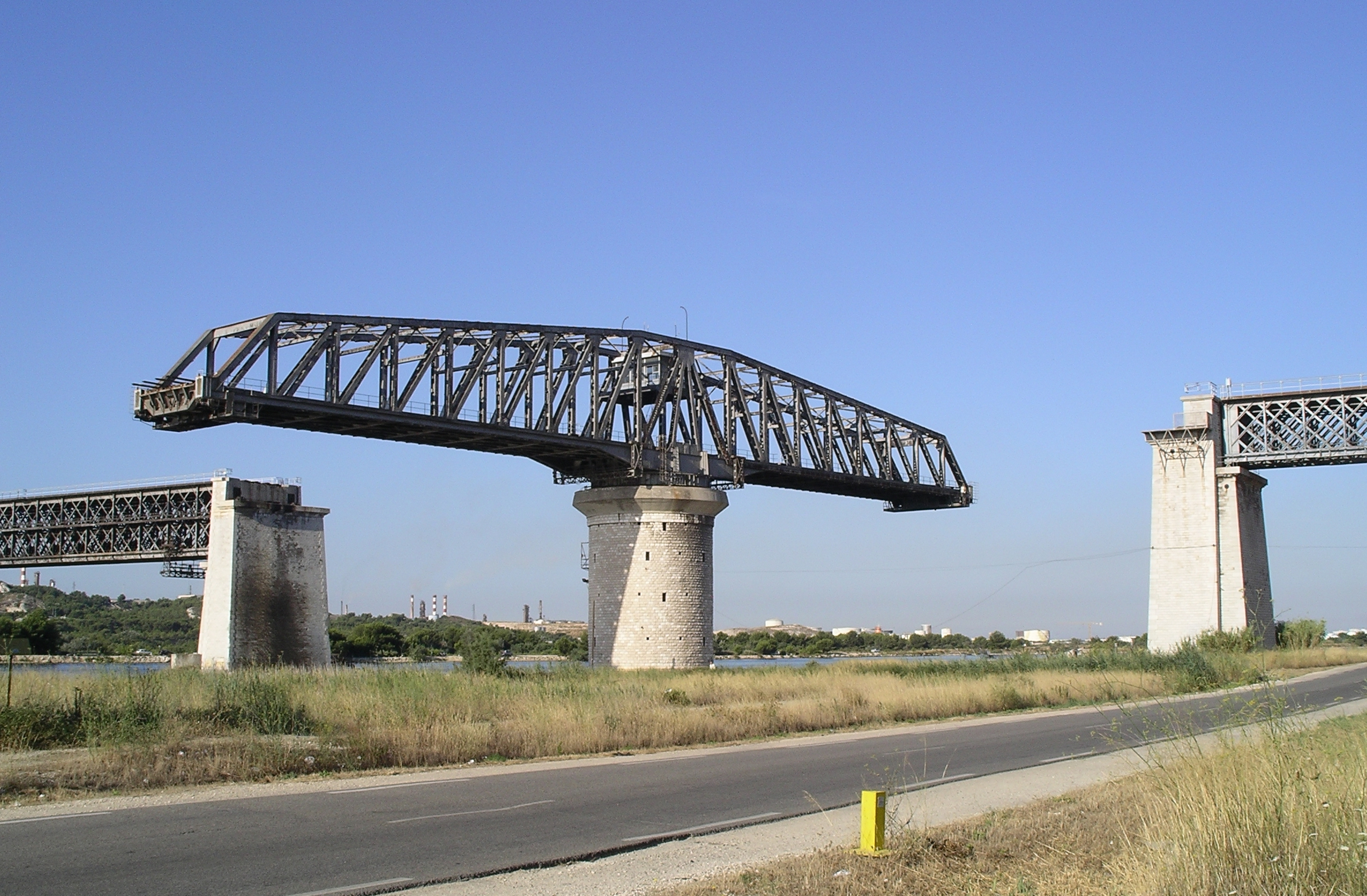
Pont de Caronte
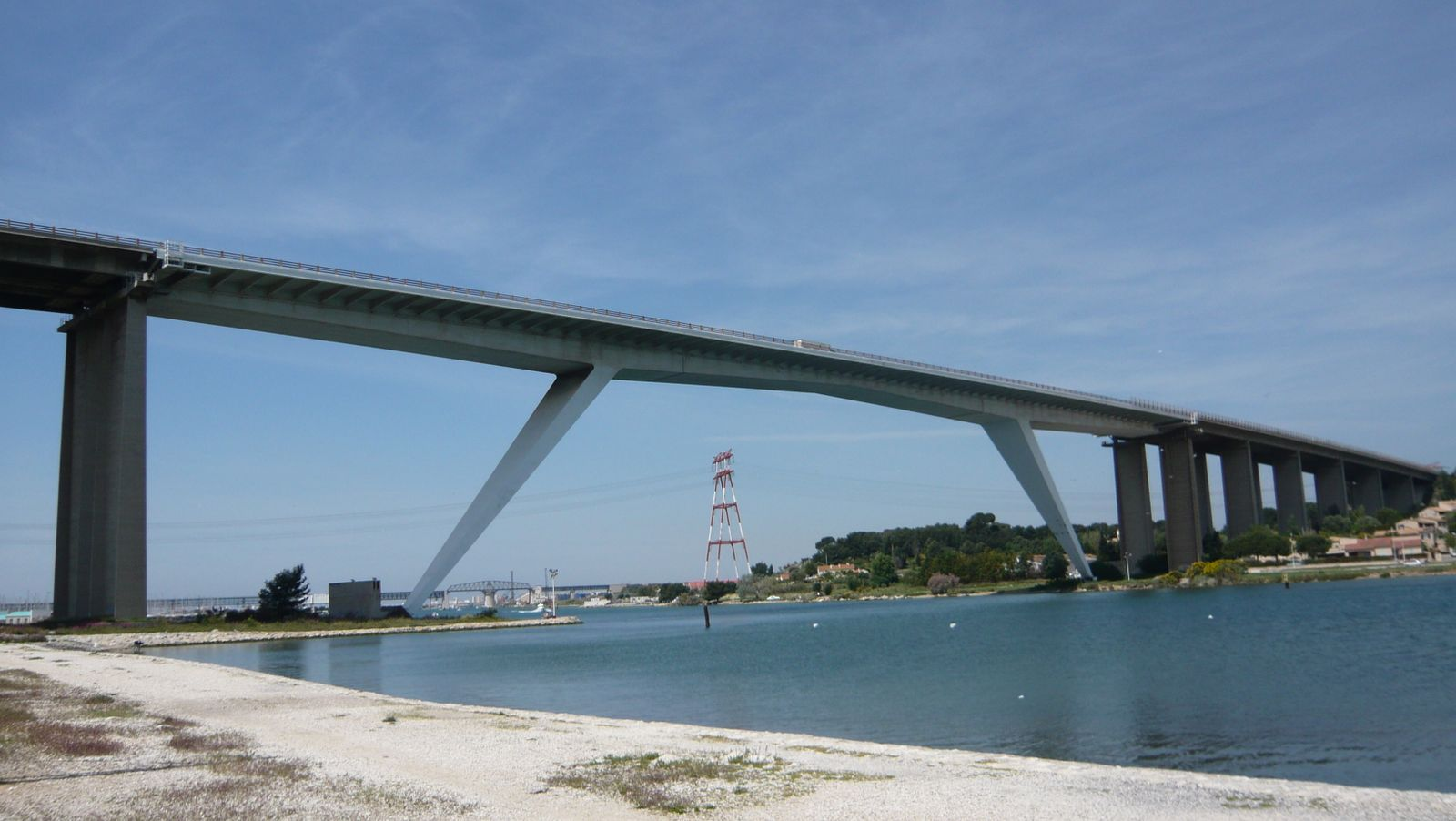
Viaduc de Martigues

## Verkehr
Martigues hat einen Bahnhof an der Bahnstrecke Miramas–L’Estaque (Ligne de la Côte Bleue).

## Persönlichkeiten
- Gerhard Sasso (um 1040–1120), Gründer und erster Großmeister des Malteserordens
- Joseph Boze (1745–1826), Porträtmaler
- Charles Maurras (1868–1952), Schriftsteller und Publizist, Vordenker des Rechtsextremismus
- Alain Oreille (* 1953), Rallyefahrer
- Éric Bernard (* 1964), Autorennfahrer
- Gilles Petrucci (* 1968), Fußballspieler
- Armelle Deutsch (* 1979), Schauspielerin
- Imany (bürgerl. Nadia Mladjao, * 1979), Soulsängerin
- Rod Fanni (* 1981), Fußballspieler
- Foued Kadir (* 1983), Fußballspieler
- Clara Sanchez (* 1983), Bahnradfahrerin
- Simon Tailleu (* 1983), Jazzmusiker
- André-Pierre Gignac (* 1985), Fußballspieler
- Victoria Larrière (* 1991), Tennisspielerin
- Clara Luciani (* 1992), Musikerin
- Margot Yerolymos (* 1997), Tennisspielerin
- Mahdi Camara (* 1998), Fußballspieler
- Mounaïm El Idrissy (* 1999), marokkanisch-französischer Fußballspieler
- William Villeger (* 2000), Badmintonspieler
- Inès Belloumou (* 2001), Fußballspielerin
- Téo Rotar (* 2004), Beachvolleyballspieler
- Mamadou Sarr (* 2005), französisch-senegalesischer Fußballspieler